# Anii 750
Secole: Secolul al VII-lea - Secolul al VIII-lea - Secolul al IX-lea
Decenii: Anii 700 Anii 710 Anii 720 Anii 730 Anii 740 - Anii 750 - Anii 760 Anii 770 Anii 780 Anii 790 Anii 800
Ani: 750 | 751 | 752 | 753 | 754 | 755 | 756 | 757 | 758 | 759